# Harapan (Tanah Pinem)
Harapan is een bestuurslaag in het regentschap Dairi van de provincie Noord-Sumatra, Indonesië. Harapan telt 1775 inwoners (volkstelling 2010).